# Protaetia squamosa
Protaetia squamosa (Lefebvre, 1827) è un coleottero appartenente alla famiglia degli Scarabeidi (sottofamiglia Cetoniinae).

## Descrizione

### Adulto
P. squamosa è un insetto di dimensioni medie, oscillanti tra i 18 e i 22 mm. Presenta un corpo tozzo e robusto, di colore nero e con delle visibili scaglia bianche sulla parte marginale delle elitre e del pronoto. Nella parte inferiore del corpo presenta una pubescena abbastanza marcata all'altezza del torace, mentre l'addome è glabro e bianco.

### Larva
Le larve si presentano come dei vermi bianchi dalla forma a "C". Presentano la testa e le tre paia di zampe sclerificate.

## Biologia
Gli adulti compaiono con l'arrivo della primavera, restando visibili durante tutta la durata dell'estate e sono di abitudini diurne. Si possono osservare soprattutto sui fiori (in particolar modo cardi) di cui succhiano il nettare. Le larve, invece, si sviluppano sottoterra, nutrendosi di Humus, legno marcio e radici di piante erbacee.

## Distribuzione
P. squamosa è un endemismo dell'Italia, in cui si può osservare solo nella parte meridionale.

## Tassonomia
Di P. squamosa esistono 2 sottospecie:
- Protaetia squamosa squamosa Lefebvre, 1827
- Protaetia squamosa crassicollis Burmeister, 1842

## Conservazione
P. squamosa è considerata una specie vulnerabile all'estinzione, dalla Lista rossa IUCN..